# Glypta prolata
Glypta prolata är en stekelart som beskrevs av Dasch 1988. Glypta prolata ingår i släktet Glypta och familjen brokparasitsteklar. Inga underarter finns listade i Catalogue of Life.